# 隠された十字架
『隠された十字架』（かくされたじゅうじか）は、哲学者・梅原猛が著した評論。副題に「法隆寺論」とあるように、法隆寺に関して論じている。雑誌『すばる』（当時は季刊誌）に3回にわたって連載され、1972年（昭和47年）5月に新潮社から単行本が出版された。

## 概要
法隆寺は仏法鎮護のためだけでなく、聖徳太子の怨霊を鎮魂する目的で建てられたと主張する。その大胆な仮説に説得力を持たせるため、様々な古典や史料、論考などを論拠として提示する。
梅原猛は「たたりの条件」として、
1. 個人で神々に祀られるのは、一般に政治的敗者が多い。
2. 且つそのとき、彼らは無罪にして殺害されたものである。
3. 罪無くして殺害された者が、病気や天災・飢饉によって時の支配者を苦しめる。
4. 時の権力者はその祟りを鎮め自己の政権を安泰にする為に、祟りの霊を手厚く葬る。
5. それとともに、祟りの神の徳を褒め讃え、良き名をその霊に追贈する。

といった公式を与え、聖徳太子がこの条件を満たしているとする。その上で、法隆寺の建造目的が聖徳太子の怨霊鎮魂のためであるとする可能性について論を展開していく。
梅原猛の法隆寺論においてもう一つ着目すべき特徴は、蘇我氏を排して政治的実権を握った藤原氏が歴史を掌ったとし、『日本書紀』の実質的な著者が藤原不比等（不比等は史人に通ずるとする）と論じている所と言える。

## 評価
常識や通念に捉われない大胆な仮説と、詳細な資料による長大な論証・考察は多くの学者を驚かせ、1972年に第26回毎日出版文化賞を受賞した。作家・秦恒平はそのサスペンスのようなドラマティカルな構成に「猛然文学」・「非小説」と綽名を付けた。また考古学者ではない一哲学者の論考が、かなりの専門的な歴史的・考古学的知識を有していたという点も読者を驚嘆させた。
一方で考古学・歴史学の立場からは、坂本太郎の「法隆寺怨霊寺説について」（『日本歴史』第300号）を皮切りとして、厳しい批判や反論が出されている。
謎の多い法隆寺における建造目的についての論は今日においても様々な議論が交わされており、完全な論証はそれを確実に裏付ける文献が発見されない限り、推測の域に留まるというのが目下の現状である。

### 第一部 謎の提起
- 法隆寺の七不思議
- 私の考える法隆寺七つの謎
- 再建論と非再建論の対決
- 若草伽藍址の発見と再建の時代

### 第二部 解決の手掛り
第一章 なぜ法隆寺は再建されたか
- 常識の盲点
- たたりの条件
- 中門の謎をめぐって
- 偶数の原理に秘められた意味
- 死の影におおわれた寺
- もう一つの偶数原理―出雲大社

第二章 誰が法隆寺を建てたか
- 法隆寺にさす橘三千代の影
- 『資材帳』の語る政略と恐怖
- 聖化された上宮太子の謎
- 『日本書紀』のもう一つの潤色
- 藤原―中臣氏の出身
- 『書紀』の主張する入鹿暗殺正当化の論理
- 山背大兄一族全滅の三様の記述
- 孝徳帝一派の悲喜劇
- 蘇我氏滅亡と氏族制崩壊の演出者―藤原鎌足
- 蔭の支配と血の粛清
- 権力の原理の貫徹―定慧の悲劇
- 因果律の偽造
- 怖るべき怨霊のための鎮魂の寺

第三章 法隆寺再建の政治的背景
- 思想の運命と担い手の運命
- 中臣・神道と藤原・仏教の使いわけ
- 天武による仏教の国家管理政策
- 日本のハムレット
- 母なる寺――川原寺の建立
- 蘇我一門の祟り鎮めの寺――橘寺の役割
- 仏教の日本定着――国家的要請と私的祈願
- 飛鳥四大寺と国家権力
- 『記紀』思想の仏教的表現――薬師寺建立の意志
- 権力と奈良四大寺の配置
- 遷都に秘めた仏教支配権略奪の狙い
- 藤原氏による大寺の権利買収
- 興福寺の建設と薬師寺の移転
- 道慈の理想と大官大寺の移転
- 二つの法隆寺――飛鳥寺と元興寺
- 宗教政治の協力者・義淵僧正
- 神道政策と仏教政策の相関
- 伊勢の内宮・薬師寺・太上天皇をつらぬく発想
- 藤原氏の氏神による三笠山の略奪
- 土着神の抵抗を物語る二つの伝承
- 流竄と鎮魂の社寺

### 第三部 真実の開示
第一章 第一の答（『日本書紀』『続日本紀』について）
- 権力は歴史を偽造する
- 官の意志の陰にひそむ吏の証言

第二章 第二の答（『法隆寺資財帳』について）
- 『縁起』は寺の権力に向けた自己主張である
- 聖徳太子の経典購読と『書紀』の試みた合理化
- 斉明四年の死霊による『勝鬘経』、『法華経』の講義

第三章 法隆寺の再建年代
- 根強い非再建論の亡霊
- 浄土思想の影響を示す法隆寺様式
- 法隆寺の再建は和銅年間まで下る

第四章 第三の答（中門について）
- 中門は怨霊を封じ込めるためにある

第五章 第四の答（金堂について）
- 金堂の形成する世界は何か―中心を見失った研究法
- 謎にみちた金堂とその仏たち
- 薬師光背の銘は『資財帳』をもとに偽造された
- 三人の死霊を背負った釈迦像
- 奈良遷都と鎮魂寺の移転
- 仮説とその立証のための条件
- 両如来の異例の印相と帝王の服装
- 隠された太子一家と剣のイメージ
- 舎利と火焔のイメージの反復
- 金堂は死霊の極楽往生の場所
- オイディプス的悲劇の一家

第六章 第五の答（五重塔について）
- 塔の舎利と四面の塑像の謎
- 釈迦と太子のダブルイメージ
- 死・復活のドラマの造型
- 塔は血の呪いの鎮めのために建てられた
- 二乗された死のイメージ
- 玉虫厨子と橘夫人念持仏のもつ役割
- 再建時の法隆寺は人の住む場所ではなかった

第七章 第六の答（夢殿について）
- 東院伽藍を建立した意志は何か
- 政略から盲信へ―藤原氏の女性たちの恐怖
- 夢殿は怪僧・行信の造った聖徳太子の墓である
- 古墳の機能を継承する寺院
- フェノロサの見た救世観音の微笑
- 和辻哲郎の素朴な誤解
- 亀井勝一郎を捉えた怨霊の影
- 高村光太郎の直観した異様な物凄さ
- 和を強制された太子の相貌

背面の空洞と頭に打ちつけた光背
- 金堂の釈迦如来脇侍・背面の木板と平城京跡の人形
- 救世観音は秘められた呪いの人形である
- 仏師を襲った異常なる恐怖と死

第八章 第七の答（聖霊会について）
- 怨霊の狂乱の舞に聖霊会の本質がある
- 骨・少年像のダブルイメージ
- 御輿はしばしば復活した怨霊のひそむ柩である
- 祭礼は過去からのメッセージである
- 舞楽・蘇莫者の秘密
- 死霊の幽閉を完成する聖霊会
- 鎮魂の舞楽に見る能の起原

## 関連文献
- 『日本書紀』
- 『続日本紀』
- 『法隆寺資財帳』
- 『聖徳太子伝私記』
- 大岡実『奈良の寺』
- 水野清一『法隆寺』
- 和辻哲郎『古寺巡礼』
- 亀井勝一郎『大和古寺風物誌』